# 杭州市青少年发展中心

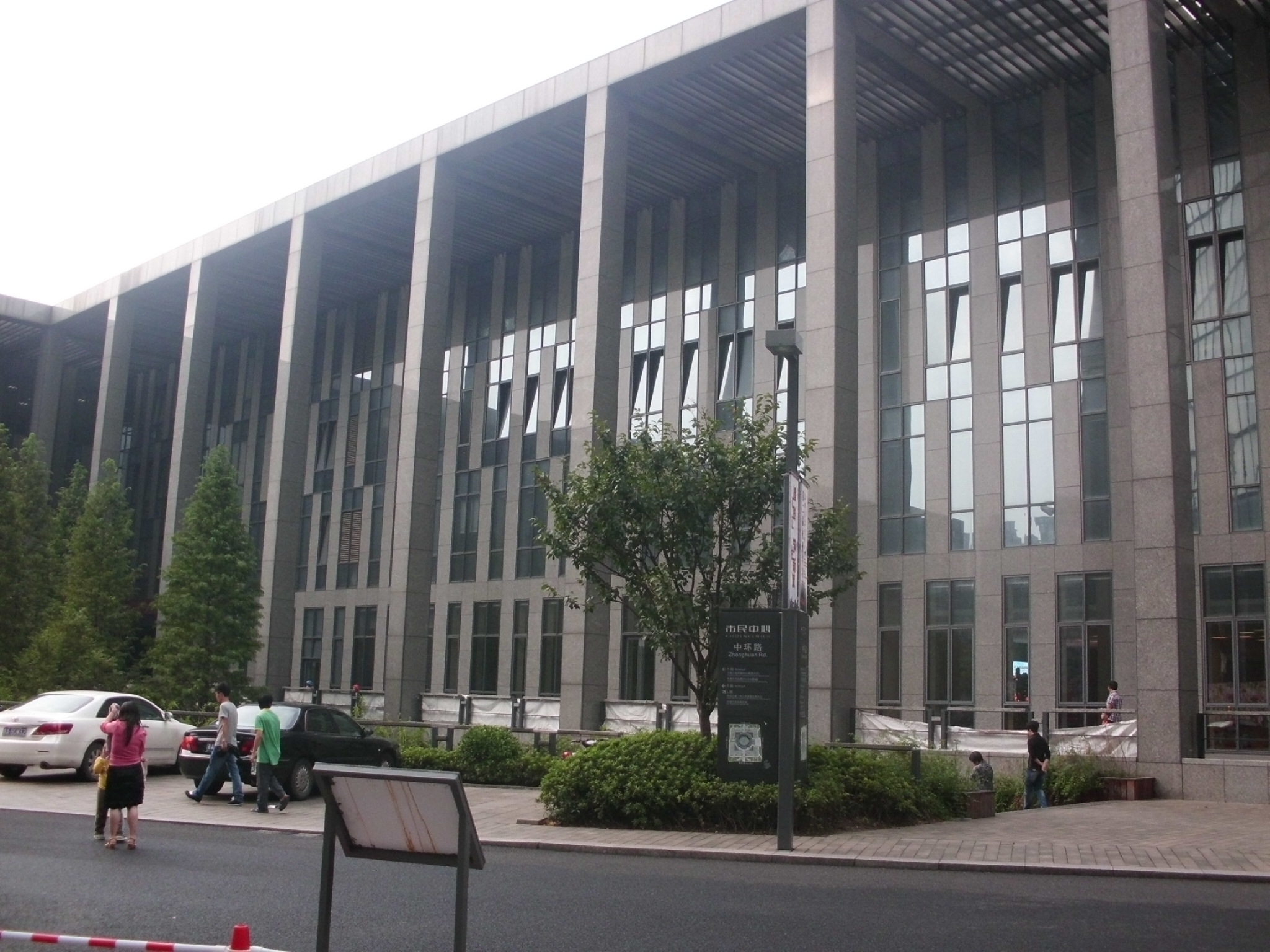
中心大楼

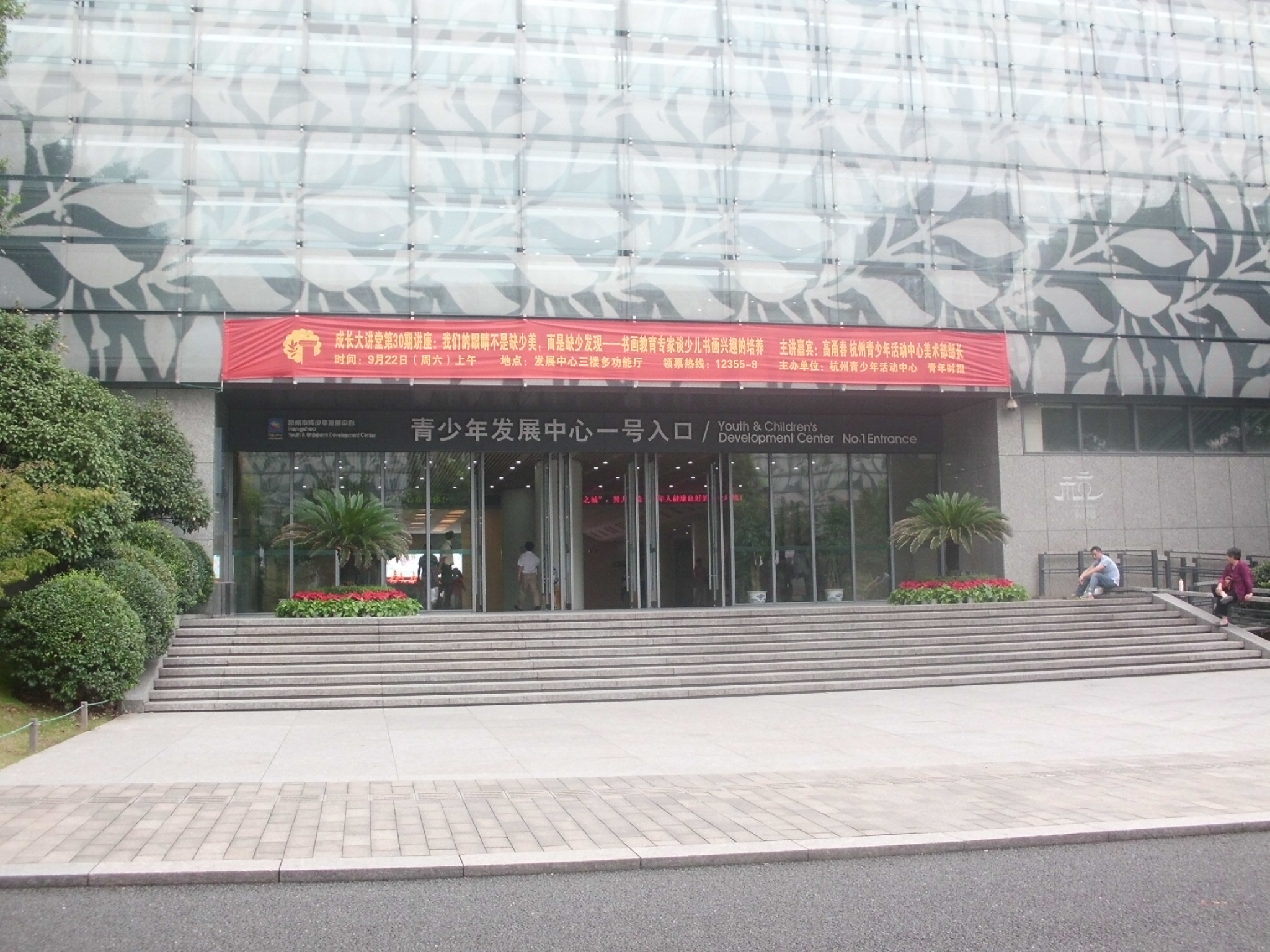
1号入口

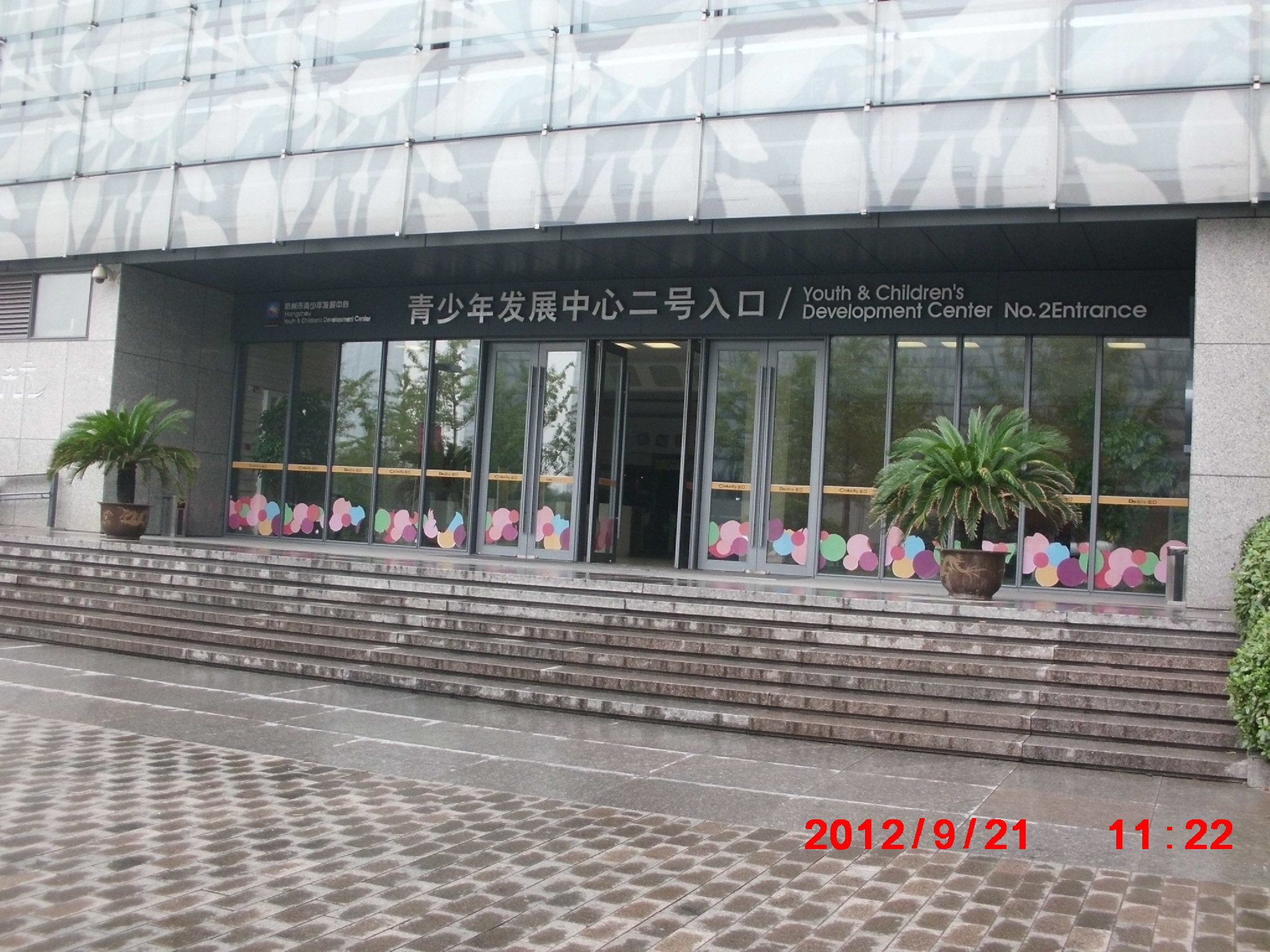
中心2号入口

杭州市青少年发展中心位于杭州市钱江新城市民中心西北角，比邻杭州图书馆。占地55亩，总建筑面积4.12万平方米。是杭州市政府为杭州青少年提供的公共文化教育配套设施，是杭州青少年第二课堂重要场馆。

## 结构功能
- 服务中心，位于一层，建筑面积4000平方米，开设了全国统一的“12355”青少年服务台和“阳光天地”一站式服务中心两大功能。[2]
- 体验中心，位于一、二层，建筑面积10000平方米，设立仿真儿童城市—“DO都城”少儿社会体验馆。
- 培训中心，分布于二、三、四层，建筑面积13000平方米，开设文化艺术、科技体育、综合实践等青少年兴趣培训和活动项目，每年节假日可接纳2万人次青少年参加各类培训。
- 交流中心，位于三层，建筑面积2000平方米，设有1300平方米阳光多功能大厅。
- 康乐中心，位于地下一层，面积11000平方米，由游泳、健身、游艺三大区块组成，通过一卡通智能化管理。游泳馆又叫“YOU游馆”，设有8条泳道，水域面积40m×25m道泳[3]。